# مجلس الشيوخ الروماني

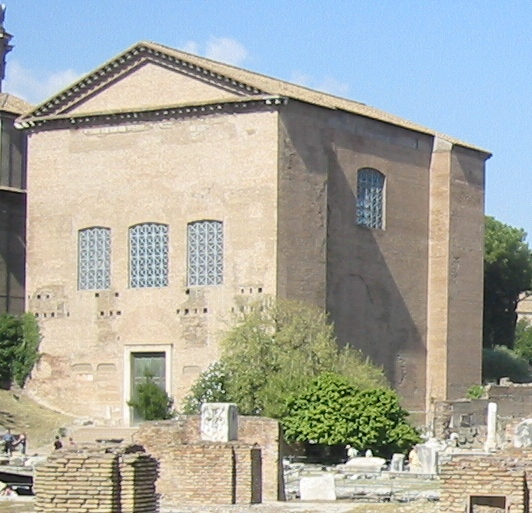
كوريا جوليا، مكان تجمع الشيوخ المفضل في المنتدى الروماني

مَجْلِس الْشِّيُوخ الْرُّومِيّْ (باللاتينية: Senatus Romanus) هو مؤتمر أو نادي تجتمع فيه أشراف وسادات الروم للتشاور والتشريع وكان له الأمر والسلطان كلة في الحرب والسلم في العصر الجمهوري، أسس عام 509 ق. م، ولا زال المجلس قائماً حتى تحولت رومة إلى طور الإمبراطورية عام 27 ق.م، ولكنه ضعف سلطانة لصالح الإمبراطور واستمر حتى إنقسمت الإمبراطورية إلى جزئين شرقي وغربي .

## حقوق مجلس الشيوخ
كانت الشيوخ تعين وتولي العمال في الوظائف المدنية والعسكرية، وتوجيه الجيوش، وبِهِ يعلنون الحرب، وأعطيات الجند وقاداتهم، وبِهِ يشرفون على إنتخاب القناصل ومحاسبتهم -القنصل أو القنصلان هما من يحكم الجمهورية-.

## عددهم وكيفية إختيارهم
لا ينعقد المجلس إلا بي 300 شيخ من الأرستقراطيين دون غيرهم، أحياناً قد يزيد عددهم أو يقل لسبب ما، وأشهرها عندما زاد الديكتاتور سولا من عدد الأعضاء إلى الضعف في عام 78 ق.م.
وكان معظم الشيوخ مختارين من عوام الناس وقلةٌ مختارة من الشيوخ أنفسهم لحسبه أو نسبه.
كان لمجلس الشيوخ أثرٌ عظيمٌ في تاريخ الروم.

## أول مجلس شيوخ بالأرض
يعتبر مجلس الشيوخ الروماني -السناتو- أول مجلس شيوخ وقد أخذت الدول الديمقراطية الحديثة نفس مبادئه واسمه كما هو الحال في مجلس الشيوخ الأمريكي، المصري، الأرجنتيني، و‌الفرنسي.